# Basílica de San Lorenzo (Kempten)

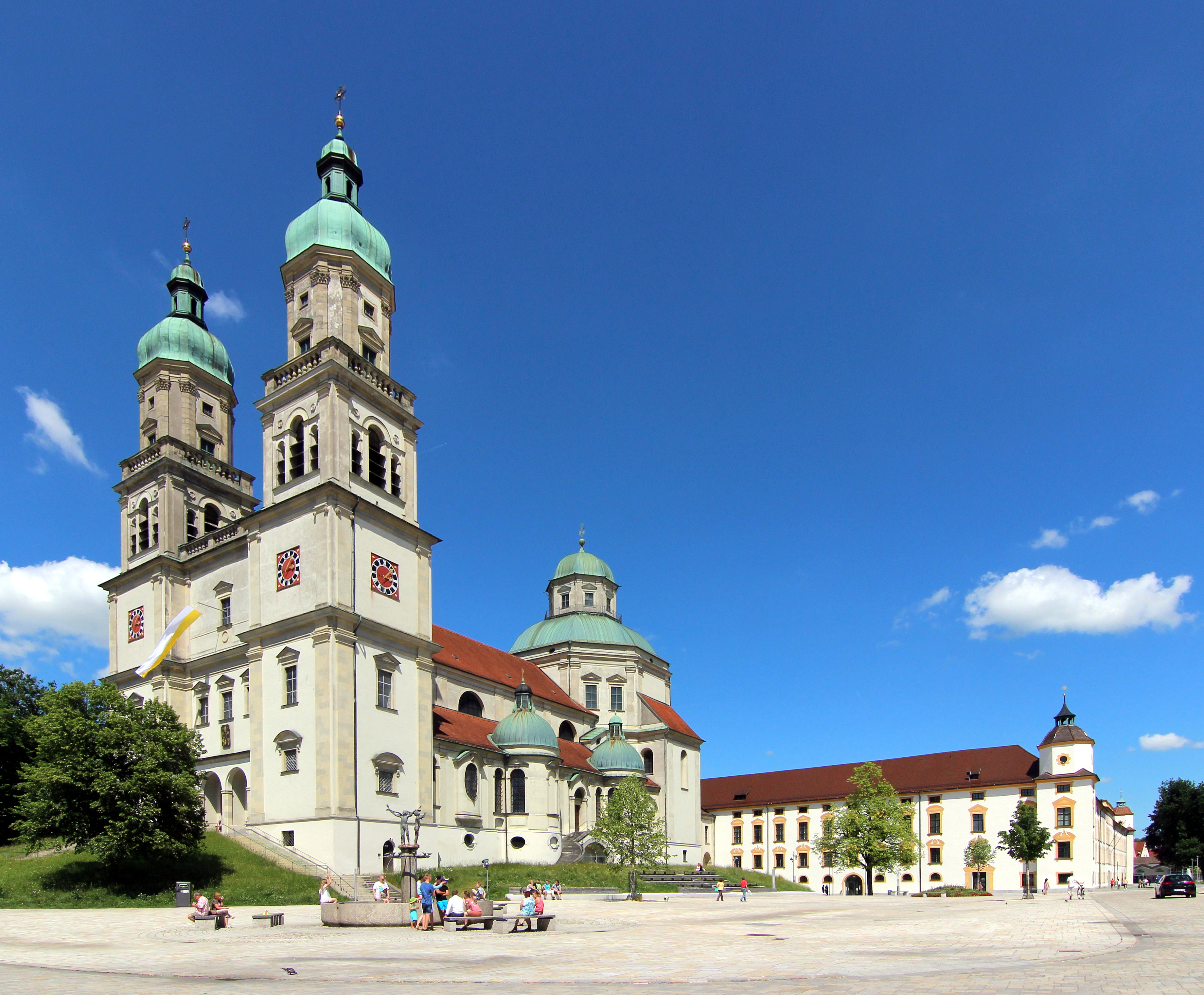
Vista del conjunto

La basílica de San Lorenzo (en alemán: Basilika St. Lorenz) 
es una basílica menor barroca en Kempten, Baviera al sur de Alemania, pertenece a la Iglesia católica.
Es la antigua iglesia de la abadía benedictina de Kempten. Actualmente se utiliza como la iglesia parroquial católica de San Lorenzo en la diócesis de Augsburgo. Una iglesia fue construida en el lugar en el siglo XIII, pero fue incendiada en 1478.
El abad de Kempten, encargó al arquitecto Michael Beer de los Grisones construir una nueva iglesia para servir a la parroquia y al monasterio. La primera piedra de la Basílica de San Lorenzo se colocó el 13 de abril de 1652. Esta fue una de las primeras grandes iglesias construidas en Alemania después del final de la Guerra de los Treinta Años.
Michael Beer construyó la nave, la planta baja de las torres y el coro. Fue sucedido por Johann Serro el 24 de marzo de 1654 .
La iglesia fue consagrada el 12 de mayo de 1748.